# Lijst van nummer 1-hits in Duitsland in 1993
Deze hits stonden in 1993 op nummer 1 in de Musikmarkt Top 100, de bekendste hitlijst in Duitsland.
| Datum        | Artiest                   | Titel                                          |
| ------------ | ------------------------- | ---------------------------------------------- |
| 1 januari    | Captain Hollywood Project | More and More                                  |
| 8 januari    | Captain Hollywood Project | More and More                                  |
| 15 januari   | Charles & Eddie           | Would I Lie to You?                            |
| 22 januari   | Whitney Houston           | I Will Always Love You                         |
| 29 januari   | Whitney Houston           | I Will Always Love You                         |
| 5 februari   | Whitney Houston           | I Will Always Love You                         |
| 12 februari  | Whitney Houston           | I Will Always Love You                         |
| 19 februari  | Whitney Houston           | I Will Always Love You                         |
| 26 februari  | Whitney Houston           | I Will Always Love You                         |
| 5 maart      | Ace of Base               | All That She Wants                             |
| 12 maart     | Ace of Base               | All That She Wants                             |
| 19 maart     | Ace of Base               | All That She Wants                             |
| 26 maart     | Ace of Base               | All That She Wants                             |
| 2 april      | Ace of Base               | All That She Wants                             |
| 9 april      | Ace of Base               | All That She Wants                             |
| 16 april     | Ace of Base               | All That She Wants                             |
| 23 april     | Ace of Base               | All That She Wants                             |
| 30 april     | Snow                      | Informer                                       |
| 7 mei        | Snow                      | Informer                                       |
| 14 mei       | Snow                      | Informer                                       |
| 21 mei       | Snow                      | Informer                                       |
| 28 mei       | Snow                      | Informer                                       |
| 4 juni       | Snow                      | Informer                                       |
| 11 juni      | Snow                      | Informer                                       |
| 18 juni      | Culture Beat              | Mr. Vain                                       |
| 25 juni      | Culture Beat              | Mr. Vain                                       |
| 2 juli       | Culture Beat              | Mr. Vain                                       |
| 9 juli       | Culture Beat              | Mr. Vain                                       |
| 16 juli      | Culture Beat              | Mr. Vain                                       |
| 23 juli      | Culture Beat              | Mr. Vain                                       |
| 30 juli      | Culture Beat              | Mr. Vain                                       |
| 6 augustus   | Culture Beat              | Mr. Vain                                       |
| 13 augustus  | Culture Beat              | Mr. Vain                                       |
| 20 augustus  | 4 Non Blondes             | What's Up?                                     |
| 27 augustus  | 4 Non Blondes             | What's Up?                                     |
| 3 september  | 4 Non Blondes             | What's Up?                                     |
| 10 september | 4 Non Blondes             | What's Up?                                     |
| 17 september | 4 Non Blondes             | What's Up?                                     |
| 24 september | 4 Non Blondes             | What's Up?                                     |
| 1 oktober    | 4 Non Blondes             | What's Up?                                     |
| 8 oktober    | 4 Non Blondes             | What's Up?                                     |
| 15 oktober   | 4 Non Blondes             | What's Up?                                     |
| 22 oktober   | 4 Non Blondes             | What's Up?                                     |
| 29 oktober   | Pet Shop Boys             | Go West                                        |
| 5 november   | Pet Shop Boys             | Go West                                        |
| 12 november  | Pet Shop Boys             | Go West                                        |
| 19 november  | Meat Loaf                 | I'd Do Anything for Love (But I Won't Do That) |
| 26 november  | Meat Loaf                 | I'd Do Anything for Love (But I Won't Do That) |
| 3 december   | Meat Loaf                 | I'd Do Anything for Love (But I Won't Do That) |
| 10 december  | Meat Loaf                 | I'd Do Anything for Love (But I Won't Do That) |
| 17 december  | Meat Loaf                 | I'd Do Anything for Love (But I Won't Do That) |
| 24 december  | Meat Loaf                 | I'd Do Anything for Love (But I Won't Do That) |
| 31 december  | Meat Loaf                 | I'd Do Anything for Love (But I Won't Do That) |